# Hôtel Auguste-Lepoutre
L’hôtel Auguste-Lepoutre est un hôtel particulier situé à Roubaix, dans le département du Nord.

## Histoire
En 1868, Amédée Prouvost, créateur en 1851 du Peignage Amédée Prouvost et Compagnie, déménage du 1 Grande Place au 36 de la rue Pellart (aujourd'hui avenue des Nations-Unies). Il construit à cet endroit cet hôtel particulier bâti entre cour et jardin où il habite avec sa femme née Joséphine Yon. Il y meurt le 11 décembre 1885, ce sera sa veuve qui l’habitera ensuite jusqu’à son propre décès en 1902. L'hôtel est ensuite loué à Auguste Lepoutre. Dans les années 1940 sous le régime de Vichy, l'hôtel devient un commissariat puis le commissariat central de Roubaix jusqu'en 1990. 
Au rez-de-chaussée, trois salons côté jardin conservent des décors restés dans leur état initial, notamment des cheminées et boiseries moulurées.
Le bâtiment fait l'objet d'une inscription au titre des monuments historiques depuis le 30 avril 1999.
Il abrite désormais diverses associations.

## Localisation
L'hôtel est situé au 301 avenue des Nations-Unies à Roubaix.